# الکساندر سردیوک
الکساندر سردیوک (اوکراینی: Олександр Олексійович Сердюк؛ زادهٔ ۳ ژوئیهٔ ۱۹۷۸) کماندار اهل اوکراین است.
وی از برندگان مدال‌های بازی‌های المپیک تابستانی ۲۰۰۴ و کمانداران بازی‌های المپیک تابستانی ۲۰۰۸ بوده‌است.